# Monte Tricorno
Il Monte Tricorno (in sloveno Triglav, in friulano Terglou) con 2.864 m s.l.m. è la più alta cima delle Alpi Giulie e della Slovenia, di cui è monumento nazionale: per la geografia fisica, costituisce il saliente alpino nord-orientale della regione fisica italiana.

## Storia

### Toponimo

Stemma della Slovenia, con il Monte Tricorno

Il nome deriverebbe appunto dalla sua forma a tre punte (Triglav significa "tre teste") visibile dalla valle di Bohinj. Tuttavia, Julius Kugy afferma che le tre punte non sono assolutamente riconoscibili, dato che la cima appare più come un largo duomo collegato tramite un ponte naturale alla cimetta a fianco (il Piccolo Tricorno" o Mali Triglav).
Julius Kugy invece attribuisce il nome al dio slavo a tre teste, Triglav appunto (da tri, tre, e glava, testa), signore dell'aria, dell'acqua e della terra, nonché padre dei fulmini, che secondo le leggende aveva un trono sulle nubi o sugli alti monti. A sostegno di questa tesi, Kugy riporta il fatto che nessuna delle spedizioni sul Tricorno parla mai di tre cime, ma sempre della via attraverso il Mali Triglav verso la vetta principale.
Il nome Triglav, tra l'altro, compare piuttosto recentemente, solo a partire dal 1840, ed è quindi collegato al "rinascimento" dell'identità slovena; nei documenti antichi compare sempre la forma Terglau, Terglou o Terklou, che rimane ancora nel dialetto, di cui la forma "Triglav" è la versione dotta o scritta.

## Descrizione
Il monte si trova nel mezzo del parco nazionale omonimo nelle Alpi slovene, mentre ai suoi piedi si trovano le sorgenti di uno dei più importanti affluenti del Danubio, la Sava e quelle dell'Isonzo che invece sfocia nel mare Adriatico. Sulla sommità del Tricorno dal 1895 si trova un caratteristico bivacco chiamato Aljažev stolp (lett. "torre di Aljaž").
Il monte è diventato un simbolo dell'identità slovena, è rappresentato in forma stilizzata nello stemma nazionale, nella bandiera e nella moneta slovena da 50 centesimi di euro; inoltre secondo la tradizione ogni sloveno almeno una volta nella vita dovrebbe salire sulla cima del Tricorno. Dal 1919 al 1947 era il monte più alto della provincia di Gorizia ed era al confine con il Regno di Jugoslavia, mentre dal 1947 al 1991 (indipendenza della Slovenia) era inoltre il monte più alto dell'intera Jugoslavia.

## Alpinismo

### Storia delle ascensioni
La vetta fu raggiunta la prima volta, dopo un tentativo fallito nel 1777, il 26 agosto 1778 da Luka Korošec, Matija Kos, Štefan Rožič e Lovrenc Willomitzer, su iniziativa del naturalista Žiga Zois e del professore universitario Belsazar Hacquet.

### Percorsi

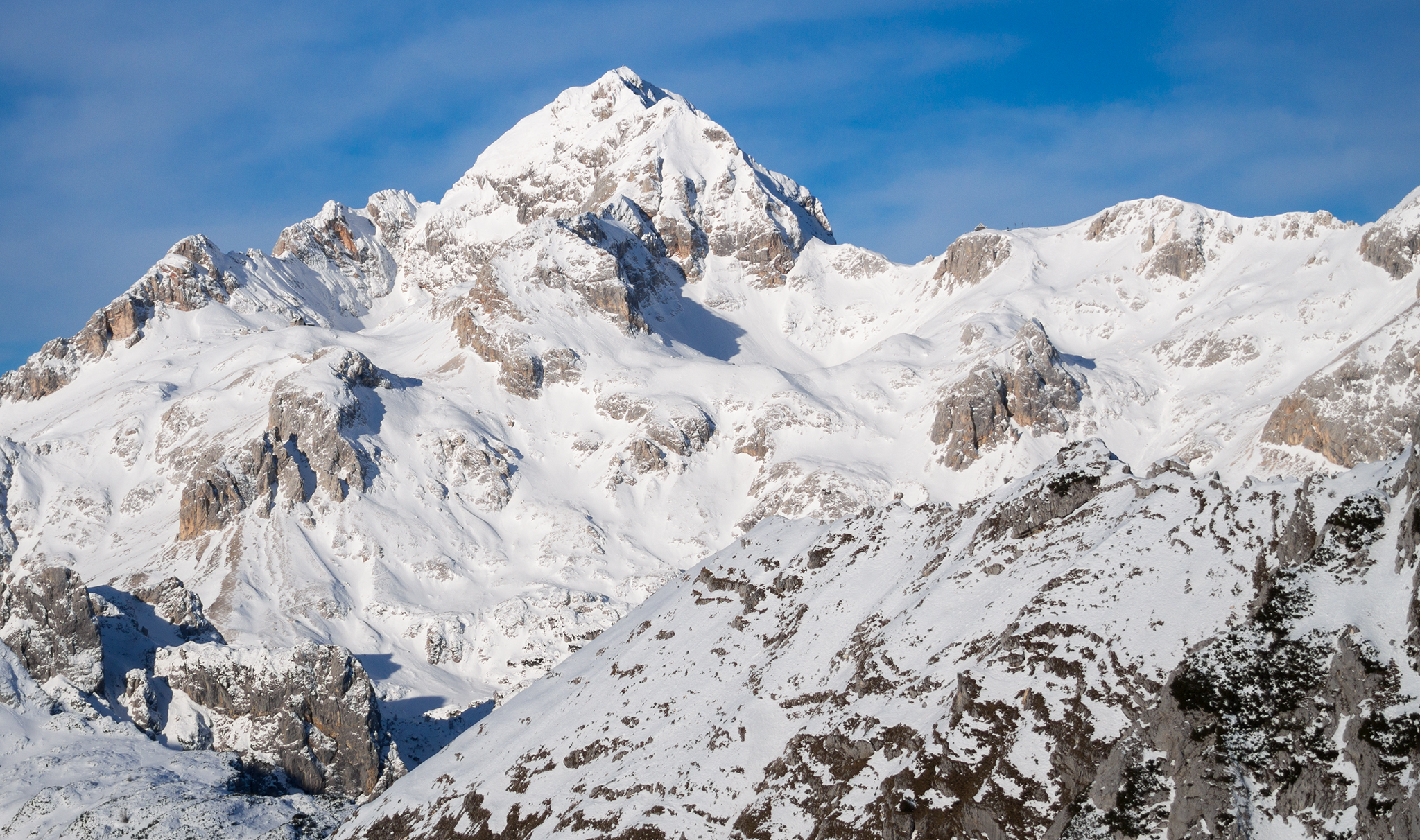
Versante sud

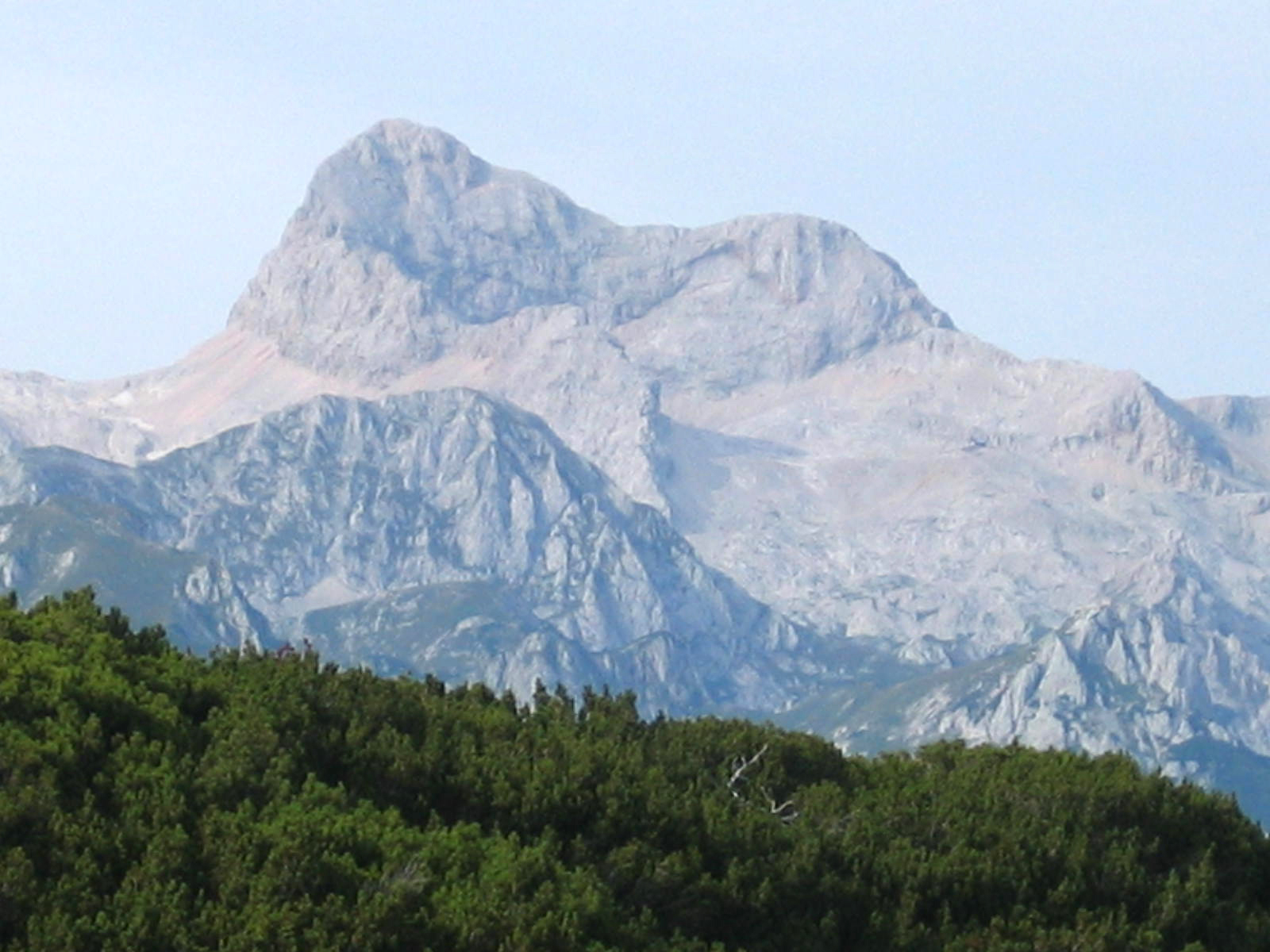
Versante nord-est

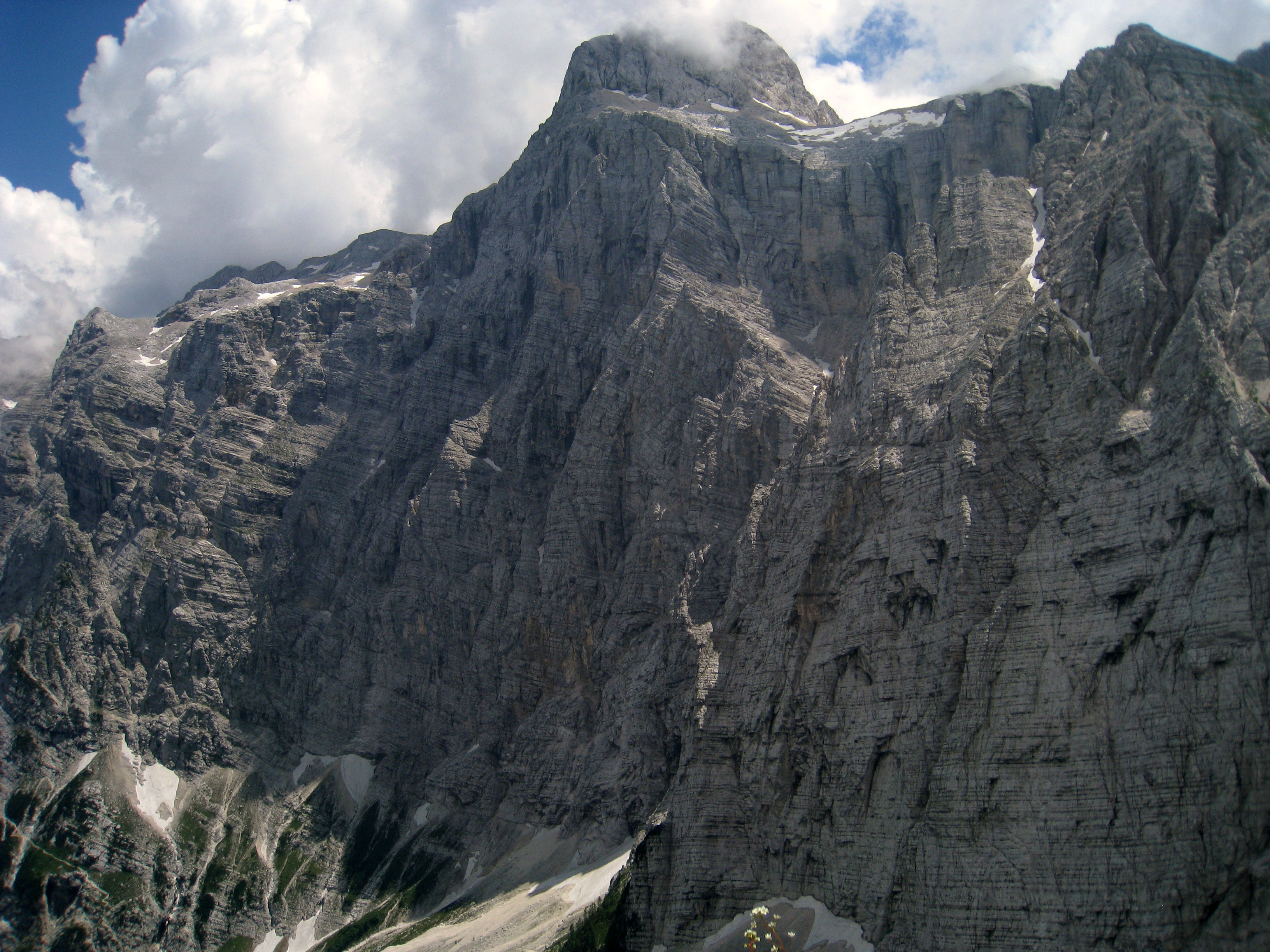
Versante nord

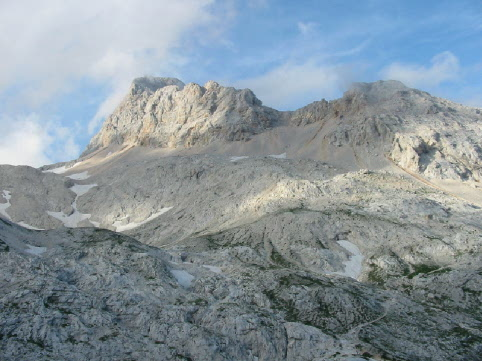
Versante nord-ovest

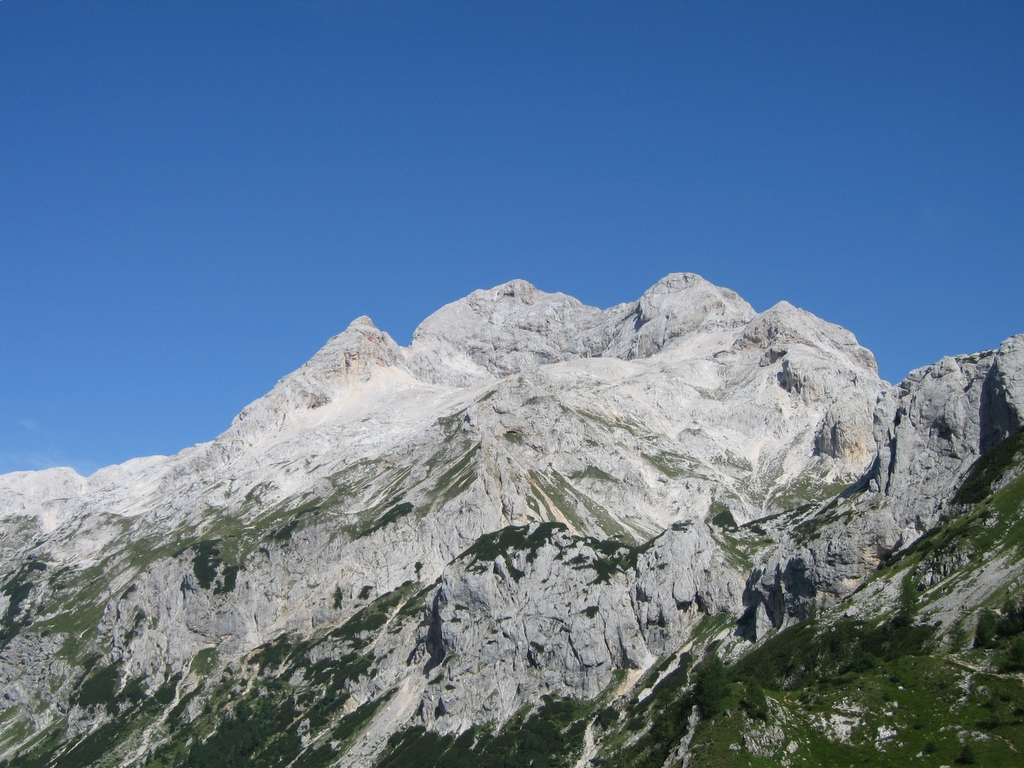
Versante est

Il Tricorno è famoso per la sua poderosa parete nord, che presenta una struttura singolare: la vetta, a forma di piccola cupola, poggia su una piattaforma su cui giace il ghiacciaio del Tricorno, il lato nord è fasciato dalla cornice della larga Cengia Kugy, in onore del grande pioniere delle Alpi Giulie Julius Kugy ed al di sotto scende con un unico balzo verticale la parete, alta 1200 m.
Per accedere alla vetta esistono diversi sentieri tra cui la Via normale (EE, passaggi di I e attrezzature), la via Ferrata Bamberg (EEA) ed altri che salgono in varia maniera il cupolone sommitale (in genere EE). La parete nord è percorsa da alcuni itinerari classici di notevole lunghezza, tra i più lunghi delle Alpi (assieme all'Agnèr, alla Civetta, al Monte Rosa ed agli Ecrins), specie se uniti alla salita della cupola sommitale che porta il dislivello del muro a 1500 m. Esse sono:
- Via Tedesca: aperta nel 1906 da K. Domeigg, F. Konig e H. Reinl, sale a sinistra del centro della parete, lungo una torre (Torre Tedesca) fino ad una grande conca sotto la verticale della cima (Cenge Zlatorog) e prosegue lungo il poderoso pilastro che porta alla Cengia Kugy e quindi in vetta (1500 m, III e IV);
- Via Jahn: G. Jahn e H. Zimmer un mese dopo la suddetta aprirono questa importante variante che dalle Cenge Zlatorog sale direttamente in cresta, al ciglione del piccolo ghiacciaio;
- Via dei Bavaresi: aperta il 6/9/1926 da Kuglstatter e Unger, è un accesso più diretto e difficile alle Cenge Zlatorog rispetto alla via tedesca, lungo la quale si prosegue verso la sommità (800 m di via nuova, 1500 m, totali, IV e IV+);
- Via Skala: itinerario che percorre lo spigolo della grande piramide posta a destra della via tedesca, risultato dell'unione delle Skalanska Smer e Gorenjska Smer (rispettivamente Gotisa e Jesih nel 1929 e Cop, Potocnik e Tominsek nel 1928); itinerario lungo ed impegnativo ma famoso e su buona roccia (1200 m, IV e V);
- Pilastro Cop: Cop e Jesih nel 1945 tracciarono questa grande e difficile variante alla via precedente, che si può ritenere come itinerario a sé stante, paragonato allo spigolo nord dell'Agnèr (1200 m, VI- e A1);
- Via Prusik: K. Prusik e R. Szalay nel 1929 percorsero la grande gola a destra dell'avancorpo piramidale, sotto gli strapiombi della Sfinge, ottenendo una lunga ed impegnativa via al fianco occidentale del muro (1200 m, III, IV e passi di V).

Oltre a queste sono presenti numerose altre vie, che ormai hanno riempito quasi tutto lo spazio disponibile, aperte con stili molto differenti (come le vie artificiali sulla Sfinge o le vie sportive e moderne che si discostano dalle classiche, o le vie invernali) che raggiungono le difficoltà di IX grado.

## Cultura

### Numismatica
A partire dal 2007 il monte è ritratto sulla moneta da 50 centesimi di euro della Slovenia assieme alla costellazione del Cancro.

Moneta da 50 centesimi della Slovenia.